# Монастир Ваганаванк
Монастир Ваганаванк (вірм. Վահանվանք) — вірменський монастир за 7 км на захід від міста Капан марзу (області) Сюнік Вірменії. Є усипальницею сюнікських царів. Остання реставрація монастиря відбулася 1990.

## Історія
Ваганаванкський монастир було побудовано в X–XI століттях князем Вааном Сюнянцем, сином царя Гагіка. Був релігійним центром сюнікського царства.
Церква Святого Григорія Просвітителя, побудована у 911 році Вааном Сюнянцем, є найстарішою будівлею комплексу. Ця куполоподібна будівля має кілька давніх написів. Пізніше, у західній частині монастиря князь Ваан (двоюрідний брат Ваана Сюняньця) прилаштував арочний вестибюль і портик. Портик тягнеться з півдня на північ до притвору. 1086 року княжна Шаанадухт і її сестра Катан прибудували вестибюль, південний вхід монастиря і церкву Святої Богородиці. X–XI століттями датуються хачкари, написи, поховання та інші споруди на території монастиря.